# Forest Whitaker
Forest Steven Whitaker, född 15 juli 1961 i Longview, Texas, är en amerikansk skådespelare, regissör och filmproducent.
Whitaker tilldelades 2007 en Oscar för bästa manliga huvudroll för sin rollprestation som Idi Amin i The Last King of Scotland (2006).  Han fick uppmärksamhet med filmen The Crying Game (1992), och 1995 regisserade han bland andra Whitney Houston i filmen Hålla andan.
Han är vegetarian och aktiv i djurrättsorganisationen PETA.

## Filmografi (urval)
| År        | Titel                                  | Info                     |
| --------- | -------------------------------------- | ------------------------ |
| 1982      | Häftigt drag i plugget                 |                          |
| 1985-1986 | Nord och Syd                           | TV-serie                 |
| 1986      | Plutonen                               |                          |
| 1987      | Good Morning, Vietnam                  |                          |
| 1987      | Spanarna                               |                          |
| 1988      | Bloodsport                             |                          |
| 1988      | Bird                                   |                          |
| 1992      | The Crying Game                        |                          |
| 1992      | Lek till döds                          |                          |
| 1993      | Body Snatchers - invasionen fortsätter |                          |
| 1995      | Species                                |                          |
| 1995      | Smoke                                  |                          |
| 1995      | Hålla andan                            | Regi                     |
| 1996      | Fenomen                                |                          |
| 1998      | Livet går vidare                       |                          |
| 1999      | Ghost Dog – Samurajens väg             |                          |
| 2000      | Battlefield Earth                      |                          |
| 2002      | Panic Room                             |                          |
| 2002      | Phone Booth                            |                          |
| 2004      | First Daughter                         | Regi, producent och röst |
| 2006      | The Last King of Scotland              |                          |
| 2006      | Even Money                             |                          |
| 2006-2007 | The Shield                             | TV-serie                 |
| 2007      | The Great Debaters                     |                          |
| 2008      | Vantage Point                          |                          |
| 2008      | Street Kings                           |                          |
| 2010      | The Experiment                         |                          |
| 2011      | Criminal Minds: Suspect Behavior       | TV-serie                 |
| 2012      | Freelancers                            |                          |
| 2013      | The Last Stand                         |                          |
| 2013      | The Butler                             |                          |
| 2014      | Two Men in Town                        |                          |
| 2015      | Taken 3                                |                          |
| 2015      | Southpaw                               |                          |
| 2016      | Arrival                                |                          |
| 2016      | Rogue One: A Star Wars Story           |                          |
| 2017      | Star Wars Rebels                       | TV-serie                 |
| 2018      | Black Panther                          |                          |